# Homo sapiens
Homo sapiens (en latín ‘hombre sabio’), comúnmente llamado ser humano, persona u hombre —este último en el sentido de ser racional, que no distingue entre ambos sexos—, es una especie del orden de los primates perteneciente a la familia de los homínidos. El conjunto de personas o el género humano también se conoce con la denominación genérica de humanos y humanidad. Los seres humanos poseen capacidades mentales que les permiten inventar, aprender, utilizar estructuras lingüísticas complejas, adquirir y mejorar sus habilidades lógicas, matemáticas, de escritura, musicales, entre otras. Los seres humanos son animales sociales, capaces de concebir, transmitir y aprender conceptos totalmente abstractos.
Se considera Homo sapiens de manera indiscutible a los que poseen las características anatómicas de las poblaciones humanas actuales. Los restos más antiguos atribuidos a Homo sapiens, datados en 315 000 años, se encontraron en Marruecos. Las evidencias más antiguas de comportamiento moderno son las de Pinnacle Point (Sudáfrica), con 165 000 años de antigüedad.
Pertenece al género Homo, que fue más diversificado y durante el último millón y medio de años incluía otras especies ya extintas. Desde la extinción de Homo neanderthalensis, hace 28 000 años, es la única especie conocida del género Homo que aún perdura.
Hasta hace poco, en la biología se utilizaba un nombre trinomial —Homo sapiens sapiens— para esta especie, pero más recientemente se ha descartado el nexo filogenético entre el neandertal y la actual humanidad, por lo que se usa exclusivamente el nombre binomial. Homo sapiens pertenece a una estirpe de primates, los hominoideos. Aunque el descubrimiento de Homo sapiens idaltu en 2003 haría necesario volver al sistema trinomial, la posición taxonómica de este último es aún incierta. Evolutivamente se diferenció en África y de ese ancestro surgió la familia de la que forman parte los homínidos.
Filosóficamente, el ser humano se ha definido y redefinido a sí mismo de numerosas maneras a través de la historia, otorgándose de esta manera un propósito positivo o negativo respecto de su propia existencia. Existen diversos sistemas religiosos e ideales filosóficos que, de acuerdo con una diversa gama de culturas e ideales individuales, tienen como propósito y función responder a algunas de esas interrogantes existenciales. Los seres humanos tienen la capacidad de ser conscientes de sí mismos, así como de su pasado; saben que tienen el poder de planear, realizar y transformar proyectos de diversos tipos. En función de esta capacidad, han creado diversos códigos morales y dogmas orientados directamente al manejo de estas capacidades. Además, pueden ser conscientes de responsabilidades y peligros provenientes de la naturaleza, así como de otros seres humanos.
En la actualidad, aproximadamente 8000 millones de seres humanos habitan la Tierra.

## Nombre científico

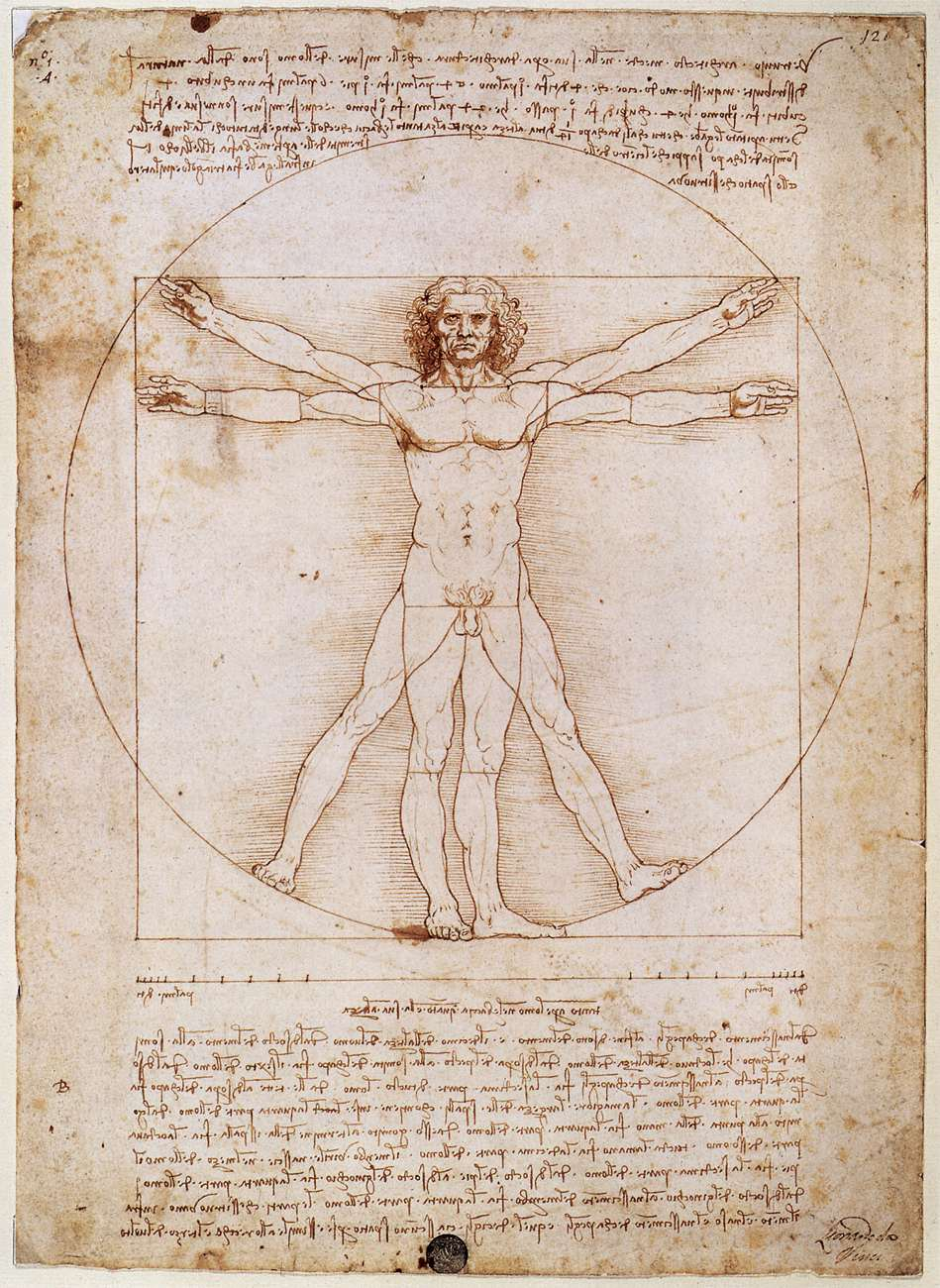
Hombre de Vitruvio, por Leonardo da Vinci.

El nombre científico asignado por el naturalista sueco Carlos Linneo (1707-1778) en 1758 alude al rasgo biológico más característico (sapiens significa «sabio» o «capaz de conocer») y se refiere a la consideración del ser humano como «animal racional», al contrario que todas las otras especies, siendo la descripción que aportó para Homo sapiens simplemente: Nosce te ipsum («Conócete a ti mismo»). Es precisamente la capacidad del ser humano de realizar operaciones conceptuales y simbólicas muy complejas —que incluyen, por ejemplo, el uso de sistemas lingüísticos muy sofisticados, el razonamiento abstracto y las capacidades de introspección y especulación— uno de sus rasgos más destacados. Posiblemente esta complejidad, fundada neurológicamente en un aumento del tamaño del cerebro y, sobre todo, en el desarrollo del lóbulo frontal, es también una de las causas, a la vez que producto, de las muy complejas estructuras sociales que el ser humano ha desarrollado, y que forman una de las bases de la cultura, entendida biológicamente como la capacidad para transmitir información y hábitos por imitación e instrucción, en vez de por herencia genética. Esta propiedad no es exclusiva de esta especie y es importante también en otros primates.
Linneo clasificó al hombre y a los monos en un grupo que llamó antropomorfos, como subconjunto del grupo cuadrúpedos, pues entonces no reconocía signos orgánicos que le permitieran ubicar al ser humano en un lugar privilegiado de la escala de los seres vivientes. Años más tarde, en el prefacio de Fauna suecica, manifestó que había clasificado al hombre como cuadrúpedo porque no era planta ni piedra, sino un animal, tanto por su género de vida como por su locomoción y porque además, no había podido encontrar un solo carácter distintivo por el cual el hombre se diferenciara del mono; en otro contexto afirmó sin embargo que considera al hombre como el fin último de la creación. A partir de la décima edición de Systema naturae reemplazó a los cuadrúpedos por los mamíferos y como primer orden de estos, puso a los primates, entre los cuales colocó al hombre. Linneo tuvo el mérito de dar origen a un nuevo e inmenso campo epistemológico, el de la antropología, si bien se limitó a enunciarlo y no lo cultivó. A él tendrán que remitirse todos los científicos posteriores, tanto para retomar sus definiciones como para criticarlas. En 1758 se definió al Homo sapiens linneano como una especie diurna que cambiaba por la educación y el clima. 
Linneo no designó un holotipo para Homo sapiens, pero en 1959 William Stearn propuso al propio Linneo, padre de la moderna taxonomía, como lectotipo para la especie. Con posterioridad se difundió la idea de que había sido sustituido por Edward Cope, pero esta propuesta no llegó a formalizarse, así que siguen siendo los restos de Linneo enterrados en Uppsala el tipo nomenclatural —que debe considerarse simbólico— para la especie Homo sapiens.
En la actualidad existen defensores de incluir al ser humano, chimpancé (Pan troglodytes) y bonobo (Pan paniscus) en el mismo género, dada la cercanía filogenética, que es más estrecha que la que se encuentra entre otras especies animales que sí están agrupadas genéricamente. Sin embargo, la inmensa mayoría de los especialistas no consideran correcto incluirlos dentro del mismo género, debido a que los linajes evolutivos que condujeron al ser humano y al chimpancé divergieron hace entre 6 y 10 millones de años y se diversificaron posteriormente, como argumenta Sandy Harcourt, y debido a las significativas diferencias entre los planes corporales de ambas líneas, especialmente en la de los Hominina, que permiten justificar varios géneros (Ardipithecus, Paranthropus, Australopithecus u Homo).

### Taxonomía y cladística
En la siguiente tabla se muestra la clasificación cladística y taxonómica de la especie Homo sapiens desde el origen de la vida:
| N.º de clado | Rango        | Nombre                  | Contenido |
| ------------ | ------------ | ----------------------- | --- |
| 1            | Mundo        | Biota                   | Todas las entidades biológicas conformadas por biomoléculas. El otro mundo es Mineralia que incluye las rocas y minerales.                           |
| 2            | Sin rango    | Cytota                  | Organismos celulares o seres vivos |
| 3            | Sin rango    | Neomura                 | Arqueas y eucariotas organismos diferenciados por una pared celular o superficie celular de glicoproteínas y la presencia de histonas.               |
| 4            | Sin rango    | Proteoarchaeota         | Eucariotas y arqueas con proteínas de firma eucariota como la actina, tubulina, ubicuitina, etc                                                      |
| 5            | Sin rango    | Promethearchaeota       | Eucariotas y arqueas más emparentadas con estos |
| 6            | Sin rango    | Eukaryomorpha           | Eucariotas y arqueas implicadas en el origen de la célula eucariota                                                                                  |
| 7            | Dominio      | Eukaryota               | Organismos compuestos por células con núcleo y orgánulos complejos como mitocondrias, aparato de Golgi, retículo endoplasmático, etc                 |
| 8            | Sin rango    | Opimoda                 | Eucariotas heterótrofos más emparentados con los animales y hongos que con las plantas y algas.                                                      |
| 9            | Sin rango    | Podiata                 | Eucariotas uniflagelados y biflagelados emparentados con los uniflagelados.                                                                          |
| 10           | Sin rango    | Amorphea                | Eucariotas uniflagelados |
| 11           | Sin rango    | Obazoa                  | Clado mayor de uniflagelados |
| 12           | Sin rango    | Opisthokonta            | Eucariotas uniflagelados que se desplazan por un flagelo posterior similar a los espermatozoides                                                     |
| 13           | Sin rango    | Holozoa                 | Opistocontos más cercanos a los animales que a los hongos.                                                                                           |
| 14           | Sin rango    | Filozoa                 | Opistocontos con células filosas o tentáculos. |
| 15           | Sin rango    | Apoikozoa               | Animales y opistocontos coloniales implicados en su origen.                                                                                          |
| 16           | Reino        | Animalia                | Eucariotas pluricelulares con organización celular compleja                                                                                          |
| 17           | Subreino     | Eumetazoa               | Animales con tejidos, sistema muscular y sistema nervioso                                                                                            |
| 18           | Sin rango    | ParaHoxozoa             | Animales con genes homeóticos |
| 19           | Sin rango    | Planulozoa              | Bilaterios y animales implicados en su origen. |
| 20           | Infrareino   | Bilateria               | Animales con simetría bilateral y sistema circulatorio, digestivo y urinario                                                                         |
| 21           | Superfilo    | Deuterostomia           | Bilaterios cuyo desarrollo embrionario se forma primero el ano y, en segundo lugar, la boca.                                                         |
| 22           | Filo         | Chordata                | Bilaterios con notocorda |
| 23           | Sin rango    | Olfactores              | Cordados con faringe para incluir funciones respiratorias.                                                                                           |
| 24           | Subfilo      | Vertebrata/Craniata     | Cordados o animales con vértebras y cráneos. |
| 25           | Infrafilo    | Gnathostomata           | Vertebrados con mandíbulas |
| 26           | Sin rango    | Osteichthyes/Teleostomi | Vertebrados con esqueleto óseo. Algunos autores crean el clado Teleostomi para abarcar a las formas fósiles relacionadas.                            |
| 27           | Sin rango    | Sarcopterygii           | Tetrápodos y peces de aletas lobuladas cuyas aletas son similares al quiridio de los tetrápodos.                                                     |
| 28           | Sin rango    | Rhipidistia             | Vertebrados con coanas en la cavidad nasal. |
| 29           | Sin rango    | Tetrapodomorpha         | Tetrápodos y peces de aletas lobuladas en la línea evolutiva de los tetrápodos                                                                       |
| 30           | Sin rango    | Eotetrapodiformes       | Tetrápodos y tetrapodomorfos transicionales |
| 31           | Sin rango    | Elpistostegalia         | Tetrápodos y prototetrapodos |
| 32           | Superclase   | Tetrapoda/Stegocephalia | Vertebrados con cuatro extremidades. Algunos autores crean el clado Stegocephalia para diferenciar los primeros tetrápodos de los actuales.          |
| 33           | Sin rango    | Reptiliomorpha          | Tetrápodos más emparentados con los amniotas que con los anfibios.                                                                                   |
| 34           | Sin rango    | Batrachosauria          | Tetrápodos anfibiodes transicionales a los amniotas                                                                                                  |
| 35           | Sin rango    | Reptiliodermata         | Tetrápodos con escamas |
| 36           | Sin rango    | Amniota                 | Tetrápodos con saco amniótico |
| 37           | Sin rango    | Synapsida               | Tetrápodos con una fosa temporal inferior en el cráneo.                                                                                              |
| 38           | Sin rango    | Eupelycosauria          | Clado mayor de sinápsidos |
| 39           | Sin rango    | Sphenacodontia          | Terápsidos y sinápsidos emparentados con estos |
| 40           | Sin rango    | Sphenacodontoidea       | Terápsidos y sinápsidos primitivos transicionales |
| 41           | Sin rango    | Therapsida              | Sinápsidos con extremidades orientadas más hacia abajo, más similares a los mamíferos                                                                |
| 42           | Sin rango    | Eutherapsida            | Clado mayor de terápsidos |
| 43           | Sin rango    | Neotherapsida           | Subclado mayor de terápsidos |
| 44           | Sin rango    | Theriodontia            | Terápsidos con la fosa temporal grande |
| 45           | Sin rango    | Eutheriodontia          | Terápsidos con un paladar secundario y ausencia de barra postorbital                                                                                 |
| 46           | Sin rango    | Cynodontia              | Sinápsidos con pelos |
| 47           | Sin rango    | Eucynodontia            | Clado mayor de cinodontes |
| 48           | Sin rango    | Probainognathia         | Mamíferos y cinodontes transicionales |
| 49           | Sin rango    | Prozostrodontia         | Proto-mamíferos |
| 50           | Clase        | Mammalia/Mammaliaformes | Sinápsidos cinodontes con glándulas mamarias. Algunos autores crean el clado Mammaliaformes para diferenciar los primeros mamíferos de los actuales. |
| 51           | Sin rango    | Theriimorpha            | Mamíferos más emparentados a los placentarios y marsupiales que a los monotremas                                                                     |
| 52           | Sin rango    | Theriiformes            | Clado mayor de terimorfos. |
| 53           | Sin rango    | Trechnotheria           | Subclado mayor de terimorfos. |
| 54           | Sin rango    | Cladotheria             | Tribosfenidos y terimorfos transicionales |
| 55           | Sin rango    | Zatheria                | Proto-terios |
| 56           | Sin rango    | Tribosphenida           | Mamíferos con molares tribosfénicos. |
| 57           | Sin rango    | Boreosphenida           | Tribosfenidos de Laurasia y Gondwana. |
| 57           | Subclase     | Theria                  | Mamíferos donde el embrión se desarrolla en el interior del útero materno y no en un huevo.                                                          |
| 58           | Infraclase   | Placentalia/Eutheria    | Mamíferos con placenta y sin huesos epipúbicos. Algunos autores crean el clado Eutheria para diferenciar los primeros placentarios de los actuales.  |
| 59           | Magnorden    | Boreoeutheria           | Placentarios más emparentados a los primates que a los proboscideos.                                                                                 |
| 60           | Superorden   | Euarchontoglires        | Clado de placentarios respaldado por evidencia genómica                                                                                              |
| 61           | Granorden    | Euarchonta              | Placentarios más emparentados a los primates que a los roedores.                                                                                     |
| 62           | Mirorden     | Primatomorpha           | Primates y placentarios relacionados con su origen.                                                                                                  |
| 63           | Orden        | Primates                | Mamíferos placentarios con uñas planas, huellas dactilares y cerebros más grandes que otros mamíferos                                                |
| 64           | Suborden     | Haplorhini              | Primates sin rinario y vibrisas en el hocico. |
| 65           | Infraorden   | Simiiformes             | Primates grandes más similares a los humanos. |
| 66           | Parvorden    | Catarrhini              | Simiformes del Viejo Mundo |
| 67           | Superfamilia | Hominoidea              | Simiformes sin cola |
| 68           | Familia      | Hominidae               | Humanos y los grandes simios |
| 69           | Subfamilia   | Homininae               | Homínidos más emparentados con los humanos que con los orangutanes.                                                                                  |
| 70           | Tribu        | Hominini                | Homínidos bípedos y no bípedos relacionados como el chimpancé.                                                                                       |
| 71           | Subtribu     | Hominina                | Homínidos bípedos |
| 72           | Género       | Homo                    | Humanos |
| 73           | Especie      | Homo sapiens            | Hombre actual |

## Biología
El ser humano es un ser vivo, y como tal está compuesto por sustancias químicas llamadas biomoléculas, por células y realiza las tres funciones vitales: nutrición, relación y reproducción.
Además, el humano es un organismo pluricelular; es decir, está formado por muchas células, entre las cuales existen diferencias de estructura y de función.
Por otra parte, el ser humano es un animal, pues tiene células eucariotas, es decir, presenta orgánulos celulares especializados en una función determinada y su material genético se encuentra protegido por una envoltura; y presenta nutrición heterótrofa; es decir, que para obtener su propia materia orgánica se alimenta de otros seres vivos.

### Cuerpo humano

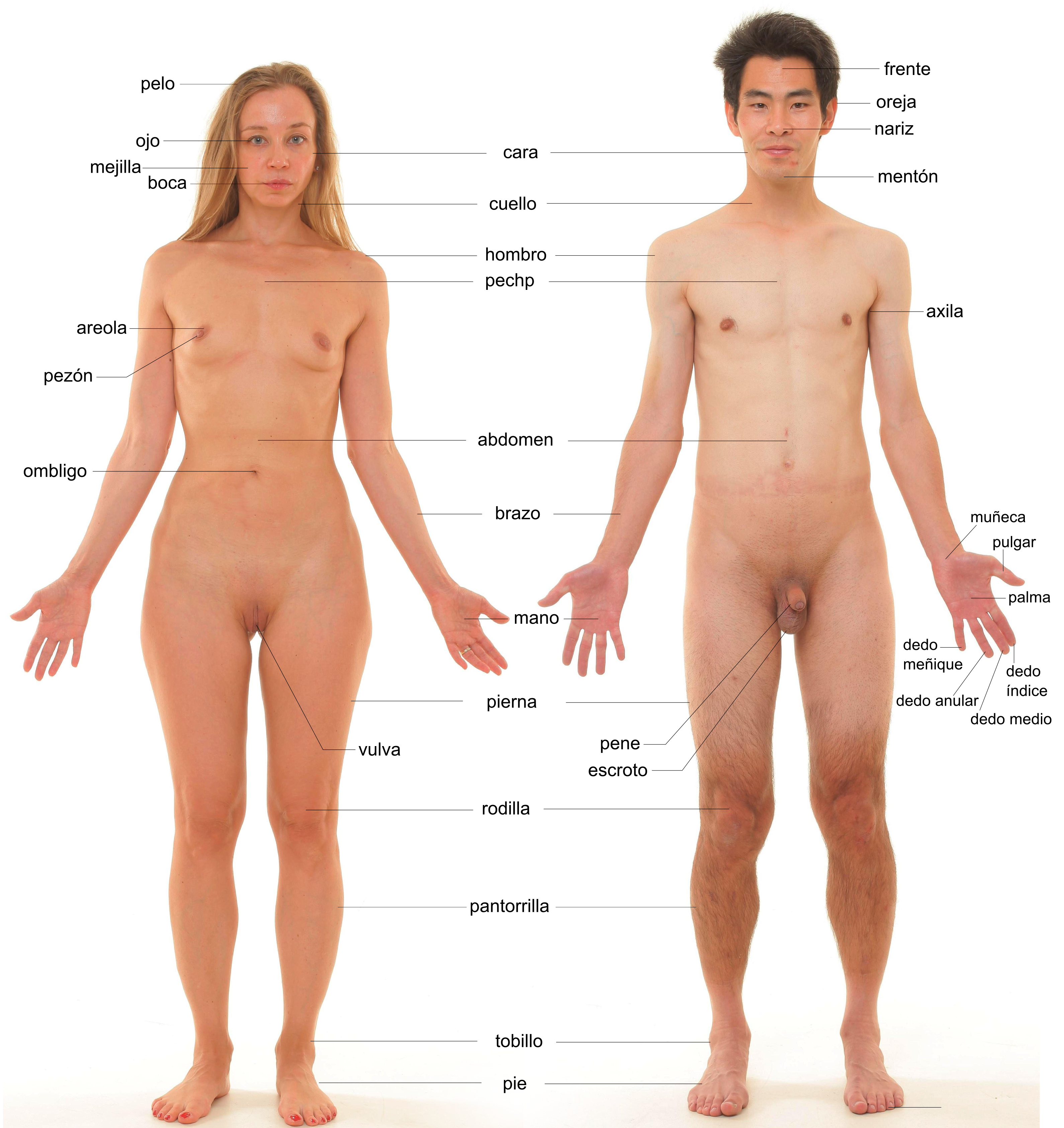
Elementos principales de la anatomía externa de la mujer y el varón u "hombre"

En cuanto a su locomoción y movimiento, es uno de los más plásticos del reino animal, pues existe una amplia gama de movimientos posibles, lo que le capacita para actividades como el arte escénico y la danza, el deporte y un sinnúmero de actividades cotidianas. Asimismo destaca la habilidad de manipulación, gracias a los pulgares oponibles, que le facilitan la fabricación y uso de instrumentos.
La especie humana posee un notorio dimorfismo sexual en el nivel anatómico, siendo los machos adultos (o varones) más altos y más pesados que las mujeres (hembras de la especie) en promedio, aunque se ha notado una «tendencia secular» al aumento de las tallas en ambos sexos (especialmente durante el siglo XX). 
El ser humano adulto contemporáneo promedio mide entre: 1,50 m a 1,70 m (mujeres), y entre 1,60 m a 1,80 m (varones). El peso depende de la contextura del individuo y del sexo, generalmente rondando los 45 kg a 70 kg (mujeres), y 65 kg a 100 kg (varones). Los cuerpos humanos difieren entre sí según la estatura, peso, musculatura, nivel de grasa, entre otros.

### Mente
La mente se refiere colectivamente a aspectos del entendimiento y consciencia que son combinaciones de capacidades como el raciocinio, la percepción, la emoción, la memoria, la imaginación y la voluntad. La mente, según la neurociencia, es un resultado de la actividad del cerebro.
El término pensamiento define todos los productos que la mente puede generar incluyendo las actividades racionales del intelecto y las abstracciones de la imaginación; todo aquello que sea de naturaleza mental es considerado pensamiento, bien sean estos abstractos, racionales, creativos, artísticos, etc. Junto con los cetáceos superiores (delfines y ballenas), los homininos de los géneros Gorilla y Pan, y los elefantes, alcanzan el mayor desarrollo y aun muchas de sus interacciones nos son desconocidas.
Los seres humanos, a diferencia del resto del reino animal, son los únicos con capacidad de razonar. Además poseen capacidades mentales que les permiten inventar, aprender y utilizar estructuras lingüísticas complejas, lógicas, matemáticas, escritura, música, ciencia y tecnología. Los seres humanos son animales sociales, capaces de concebir, transmitir y aprender conceptos totalmente abstractos.

### Nutrición humana
El ser humano es un animal omnívoro. En las primeras especies del género Homo, el paso de una alimentación eminentemente vegetariana a la inclusión de carne y grasas animales en la dieta no se debió a cuestiones culturales, sino a los desajustes metabólicos provocados por un mayor desarrollo cerebral. Sin embargo, en el humano, una dieta demasiado rica en proteínas necesita el complemento de carbohidratos y grasas; de lo contrario pueden aparecer carencias nutricionales importantes que pueden incluso provocar la muerte. Por ello, la alimentación del ser humano se basa en la combinación de carne con materia vegetal. Al igual que el mismo ser humano, su alimentación ha evolucionado a lo largo de los años, cambiando para adaptarse al mundo que lo rodea. El ser humano cazaba y recolectaba, sin embargo, con la invención de la agricultura y de la ganadería, su alimentación evolucionó.

### Ciclo vital

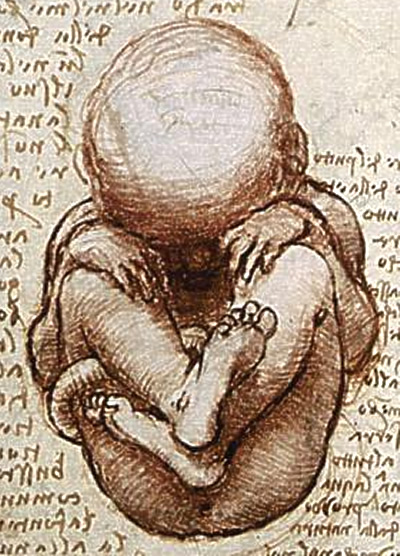
Feto, por Leonardo da Vinci.

La especie humana es entre los seres vivos pluricelulares actuales una de las más longevas; se tienen documentados casos de longevidad que sobrepasan los cien años. Tal longevidad es un carácter genotípico que, sin embargo, debe ser coadyuvado por condiciones vivenciales favorables. En el Imperio romano, hacia el año 2 d. C., la esperanza de vida rondaba solo los 27 años, debido en gran parte a la elevada mortalidad infantil. A principios del siglo XXI, la esperanza de vida global era de unos 70 años aproximadamente, siendo más elevada en países desarrollados y más baja en países subdesarrollados. 
Se supone que el ser humano, en óptimas condiciones, pueda vivir cien años o un poco más. Sin embargo a pesar del avance en la salud y calidad de vida en el último siglo, las costumbres humanas como el consumo de drogas, alcohol, azúcar, comida basura, sedentarismo, estrés, enfermedades de todo tipo, exposición a elementos tóxicos, entre otros, disminuye los años de vida de los seres humanos. Se cree también que pueda ser genético.
La ‘infancia’ humana es una de las más prolongadas en comparación con otras especies cercanas, siendo la edad de la pubertad aproximadamente a los once años en las mujeres y a los trece años en los varones, aunque las edades varían según la persona.

### Sexualidad
Como todos los mamíferos, el ser humano tiene comportamientos reproductivos y sexuales. Pero a diferencia de la mayoría de ellos no tiene una época reproductiva estacional determinada, manteniendo actividad sexual y fertilidad en las hembras a lo largo de todo el año. Las mujeres tienen un ciclo de ovulación aproximadamente mensual, durante el cual producen óvulos y pueden ser fecundadas; en caso contrario tienen la menstruación, que es la eliminación a través de la vagina de los tejidos y sustancias relacionados con la producción de células sexuales.
Pero el comportamiento sexual humano no está únicamente supeditado a las funciones reproductivas, sino que, de modo similar a otros simios antropoides, tiene fines recreativos y sociales. En el contacto sexual se busca tanto la reproducción como el placer y la comunicación afectiva. Es una parte importante de las relaciones de pareja y también se considera importante en las necesidades psicológicas del individuo aunque no tenga una relación de pareja.
Cabe destacar la importancia del lenguaje simbólico en Homo sapiens, que hace que los significantes sean los soportes del pensar o los pensamientos. En nuestra especie, el pensar humano, a partir de los tres años y medio de edad se hace prevalentemente simbólico.
Asociado con lo anterior, debe notarse que la especie humana es prácticamente la única que se mantiene en celo sexual continuo: es realmente destacable que en la especie humana no exista un estro propiamente dicho. En las mujeres existe un ciclo de actividad ovárica en virtud del cual existen cambios fisiológicos en todo su sistema reproductivo y del cual derivan ciertos cambios de conducta. Sin embargo, como en las mujeres la aceptación sexual no se circunscribe a una parte del ciclo reproductivo, no se debería usar los vocablos «estro» y «celo» en el ser humano, dado que la aceptación sexual es independiente de su ciclo reproductivo. Ya entre chimpancés y, sobre todo, bonobos, se nota una conducta próxima.
Ahora bien, dada la dificultad de vivir «solamente» practicando relaciones sexuales, un «mecanismo» evolutivo compensatorio habría sido el de la sublimación –la cual se considera asociada a la existencia de un lenguaje y un pensar simbólicos–. Si se da una sublimación, esto parece significar que también se da una «represión» (en el sentido freudiano) que origina a lo inconsciente. Homo sapiens es, en este sentido, un ««animal pulsional». Según la ley del reflejo condicional de Pavlov Homo sapiens «no» se restringe a un «primer sistema de señales» (el de estímulo/respuesta y respuesta a un estímulo substitutivo), sino que el ser humano se encuentra en un nivel de «segundo sistema de señales». Este segundo sistema es, principalmente, el del lenguaje simbólico que permite una heurística, que es la capacidad para realizar de forma inmediata innovaciones positivas para sus fines.
Por otra parte, la especie humana es de las pocas, junto con el bonobo (Pan paniscus), en el reino animal que copula cara a cara (entre otras múltiples formas), lo cual tiene implicaciones emocionales de gran relevancia para la especie.
Cabe anotar que con el surgimiento de la teoría de la inteligencia emocional, desde la psicología sistémica, el ser humano no debe reducirse a sus pulsiones, las cuales sublima o reprime, sino que se entiende como un ser sexuado, que vive esta dimensión en relación con la formación recibida en la familia y la sociedad. La sexualidad se forma entonces desde los primeros años y se va entendiendo como una vivencia procesual acorde a su ciclo vital y su contexto sociocultural.
A diferencia de lo que ocurre en la mayor parte de las otras especies sexuadas, la mujer sigue viviendo mucho tiempo tras la menopausia. En las otras especies la hembra suele fenecer al poco tiempo de su llegada.
Por la indicada precocidad, la madurez sexo-genital es –con relación a otras especies– muy tardía entre los individuos de la especie humana. Actualmente en muchas zonas la menarquia está ocurriendo a los once años; esto significa que, aunque la madurez sexo-genital es siempre lenta en la especie humana, existe un adelantamiento de la misma respecto a épocas pasadas (del mismo modo suele darse una menopausia cada vez más tardía). Pero si la madurez sexo-genital es tardía en la especie humana, aún más suele serlo la madurez intelectual y, en especial, la madurez emotiva.

## Origen y evolución

### Mitos sobre los orígenes
A lo largo de la historia se han ido desarrollando distintas concepciones míticas, religiosas, filosóficas y científicas respecto del ser humano, cada una con su propia explicación sobre el origen del hombre, trascendencia y misión en la vida.

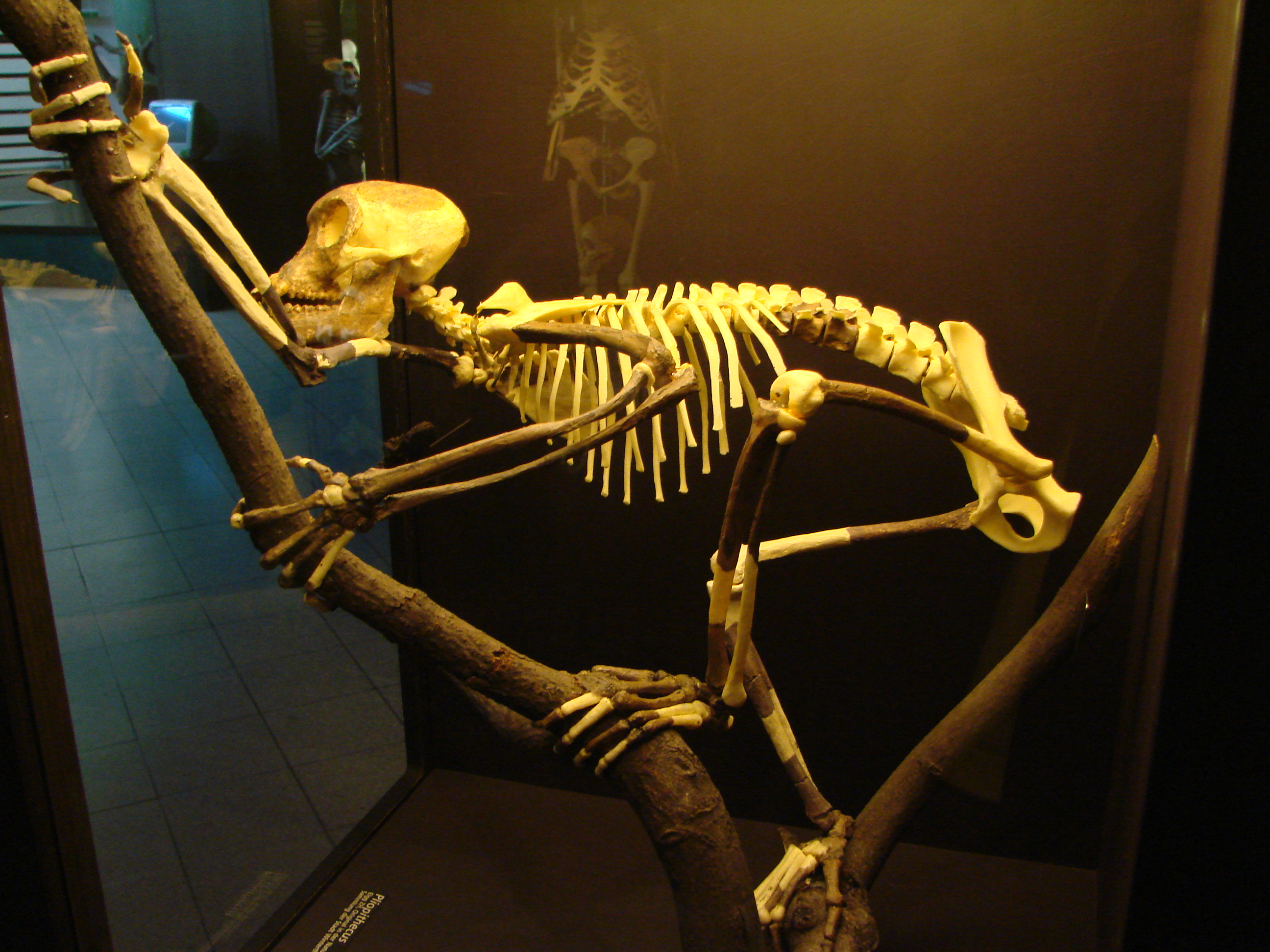
Esqueleto reconstruido de Proconsul, un primate hominoideo.

### De los simios del Viejo Mundo
Evolutivamente, en cuanto perteneciente al orden taxonómico Catarrhini, Homo sapiens parece tener su ancestro, junto con todos los primates catarrinos, en un período que va de los 50 a 33 millones de años antes del presente (AP). Uno de los primeros catarrinos, quizás el primero, es Propliopithecus, incluyendo a Aegyptopithecus. En este sentido, el ser humano actual, al igual que primates del «Viejo Mundo» con características más primitivas, probablemente descienda de esa antigua especie.

### Homínidos bípedos

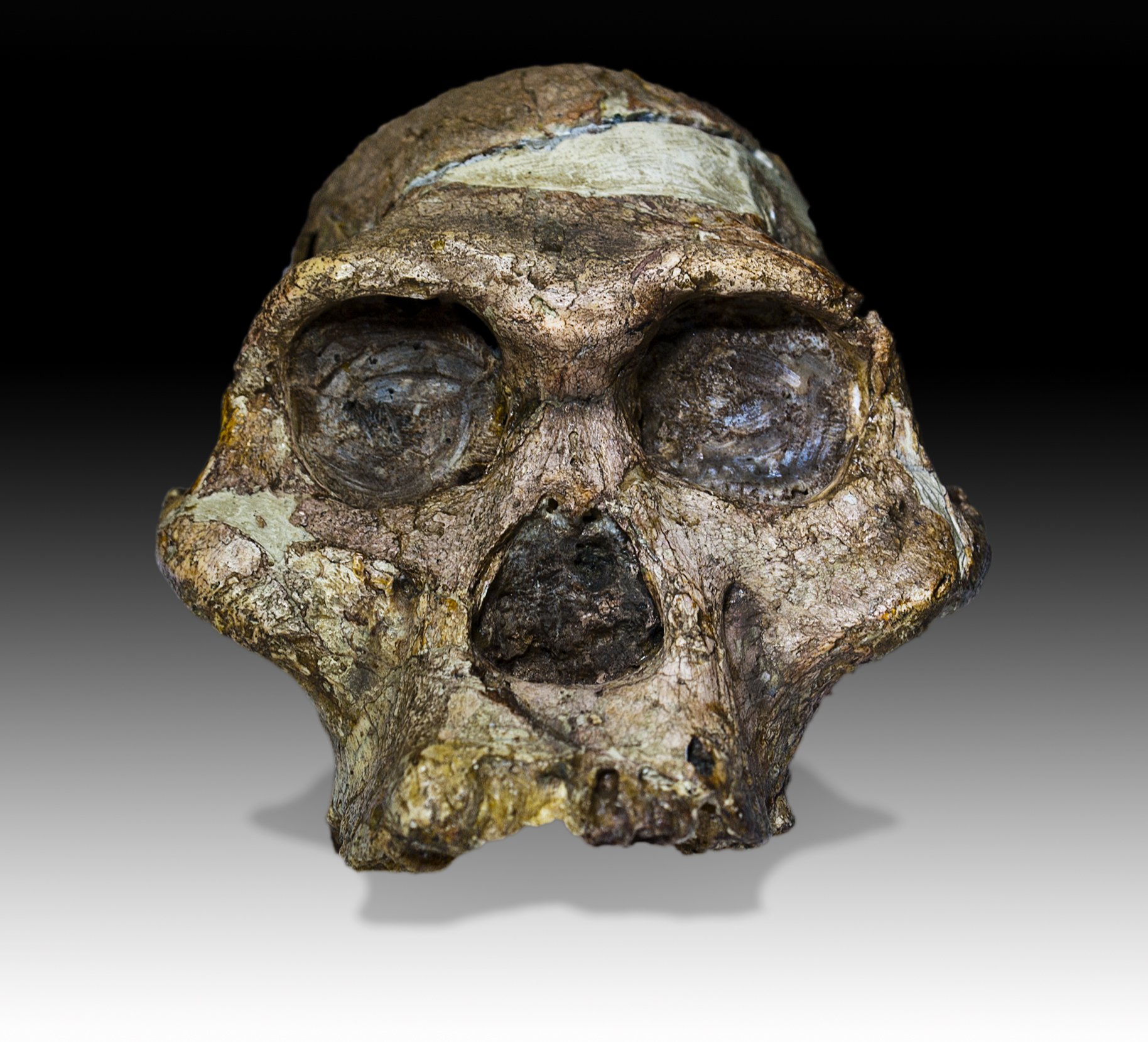
Australopithecus africanus.

En cuanto a la bipedestación, esta se observa en ciertos primates a partir del Mioceno. Ya se encuentran ejemplos de bipedación en Oreopithecus bambolii y la bipedestación parece haber sido común en Orrorin y Ardipithecus. Las mutaciones que llevaron a la bipedación fueron exitosas porque dejaban libres las manos para agarrar objetos y, particularmente, porque en la marcha un homínido ahorra mucha más energía andando sobre dos piernas que sobre cuatro patas, puede acarrear objetos durante la marcha y otear más lejos. Sin embargo, de remontarse la bipedestación a quizás a unos seis millones de años AP, la andadura o forma de marcha típica del humano se consolida aproximadamente hace al menos unos cuatro millones de años con Australopithecus. Previamente los primates antropoides apoyaban toda la planta del pie haciendo una flexión y descargando el peso en el calcáneo; en cambio, Australopithecus logra una marcha bípeda eficiente, pues se notan claramente los cambios anatómicos a nivel del pie, en especial del dedo gordo; también ajustando el ángulo del fémur con el cuerpo para el equilibrio, la cadera o pelvis cambia a más robusta, corta y cóncava (forma de cuenco); la columna pasó de ser un arco en forma de C a una forma de S y el agujero de la base del cráneo que conecta con la columna se desplazó hacia adelante como dirigiéndose al centro de gravedad de la cabeza.
Hace 1.5 millones de años con Homo erectus o con Homo ergaster, la andadura moderna implica la existencia de un pequeño ángulo entre el dedo gordo y el eje del pie, así como la presencia del arco longitudinal de la planta y una distribución medial del peso (nótese que en las mujeres la andadura distribuye el peso más hacia las partes internas del pie debido a la mayor anchura de la pelvis).
Todos los cambios reseñados han sucedido en un periodo relativamente breve (aunque se mida en millones de años). Esto explica la susceptibilidad de nuestra especie a afecciones en la columna vertebral y en la circulación sanguínea y linfática (por ejemplo, el corazón recibe —relativamente— «poca» sangre).

### Aparece el ser humano

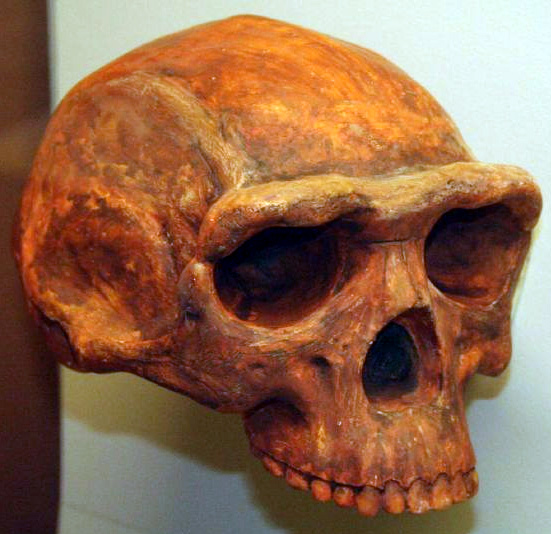
Homo erectus.

Lo que denominamos propiamente «humano» es una referencia a la aparición de la capacidad de fabricar herramientas de piedra en un homínido bípedo, Homo habilis, considerado por la mayoría como la especie humana más primitiva, mostrando además incremento en la capacidad craneana con respecto a Australopithecus. Es así como se establece que hace unos dos millones y medio de años, con la aparición del género Homo, se toma como punto de inicio para el Paleolítico o Edad de Piedra. Mayor éxito evolutivo tendrá Homo erectus, quien logrará expandirse por toda Eurasia.

### Evolución de la nutrición
Probablemente cuando los ancestros de Homo sapiens vivían en selvas comiendo frutos, bayas y hojas, abundantes en vitamina C, pudieron perder la capacidad metabólica que tiene la mayoría de los animales de sintetizar en su propio organismo tal vitamina; ya antes parecen haber perdido la capacidad de digerir la celulosa. Tales pérdidas durante la evolución han implicado sutiles pero importantes determinaciones: cuando las selvas originales se redujeron o, por crecimiento demográfico, resultaron superpobladas, los primitivos homínidos (y luego los humanos) se vieron forzados a recorrer importantes distancias, migrar, para obtener nuevas fuentes de nutrientes. La pérdida de la capacidad de metabolizar ciertos nutrientes como la vitamina C habría sido compensada por una mutación favorable que permite a Homo sapiens una metabolización óptima (ausente en primates) del almidón, y así una rápida y «barata» obtención de energía, particularmente útil para el cerebro. Homo sapiens parece ser una criatura bastante indefensa, y como respuesta satisfactoria la única solución evolutiva que ha tenido es su complejísimo sistema nervioso central, espoleado principalmente por la búsqueda de nuevas fuentes de alimentación. Se ha sugerido la hipótesis de que la cefalización aumentó paralelamente al incremento de consumo de carne,[cita requerida] aunque dicha hipótesis no concuerda con el grado de cefalización desarrollada por los animales carnívoros. La habilidad humana para digerir alimentos con alto contenido de almidón podría explicar el éxito del Homo sapiens en el planeta, y sugiere un estudio genético.

### Humanos arcaicos

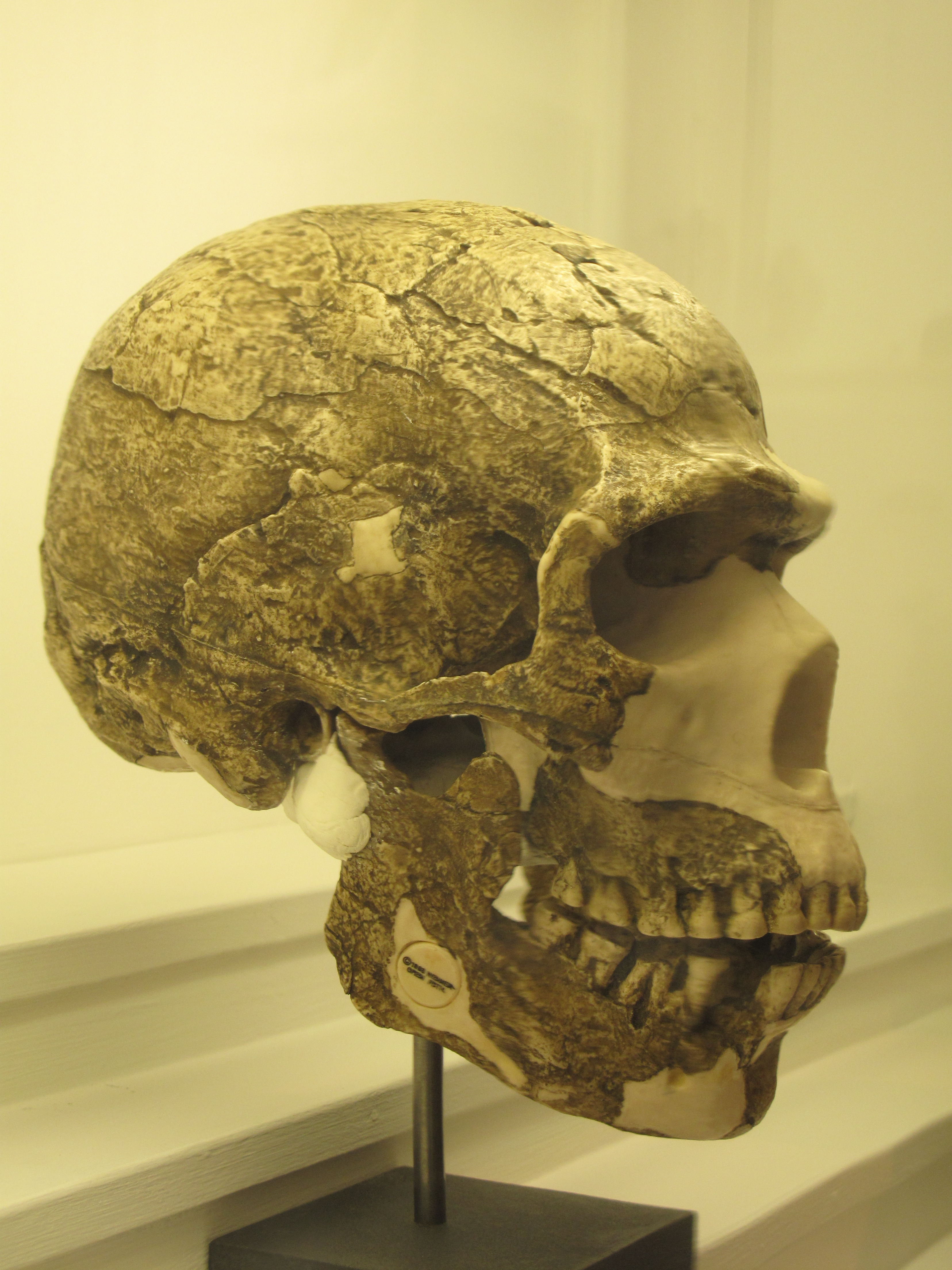
Homo neanderthalensis.

Se denomina «humanos arcaicos», «Homo sapiens arcaico» o también «pre-sapiens», a un cierto número de especies de Homo que aun no son considerados anatómicamente modernos. Poseen hasta 600 000 años de antigüedad y tienen un tamaño cerebral cercano al del ser humano moderno. El antropólogo Robin Dunbar opina que es en esta etapa cuando aparece el lenguaje humano. La filiación de estos individuos dentro de nuestro género resulta aun controvertida.
Entre los humanos arcaicos están considerados Homo heidelbergensis, Homo rhodesiensis, Homo neanderthalensis y a veces Homo antecessor. En 2010 se ha añadido a estos el denominado «hombre de Denísova», y en 2012 el denominado «hombre del ciervo rojo» en China. Ya que no son sapiens, algunos especialistas prefieren llamarlos simplemente arcaicos antes que H. sapiens arcaico.

### Humanos anatómicamente modernos

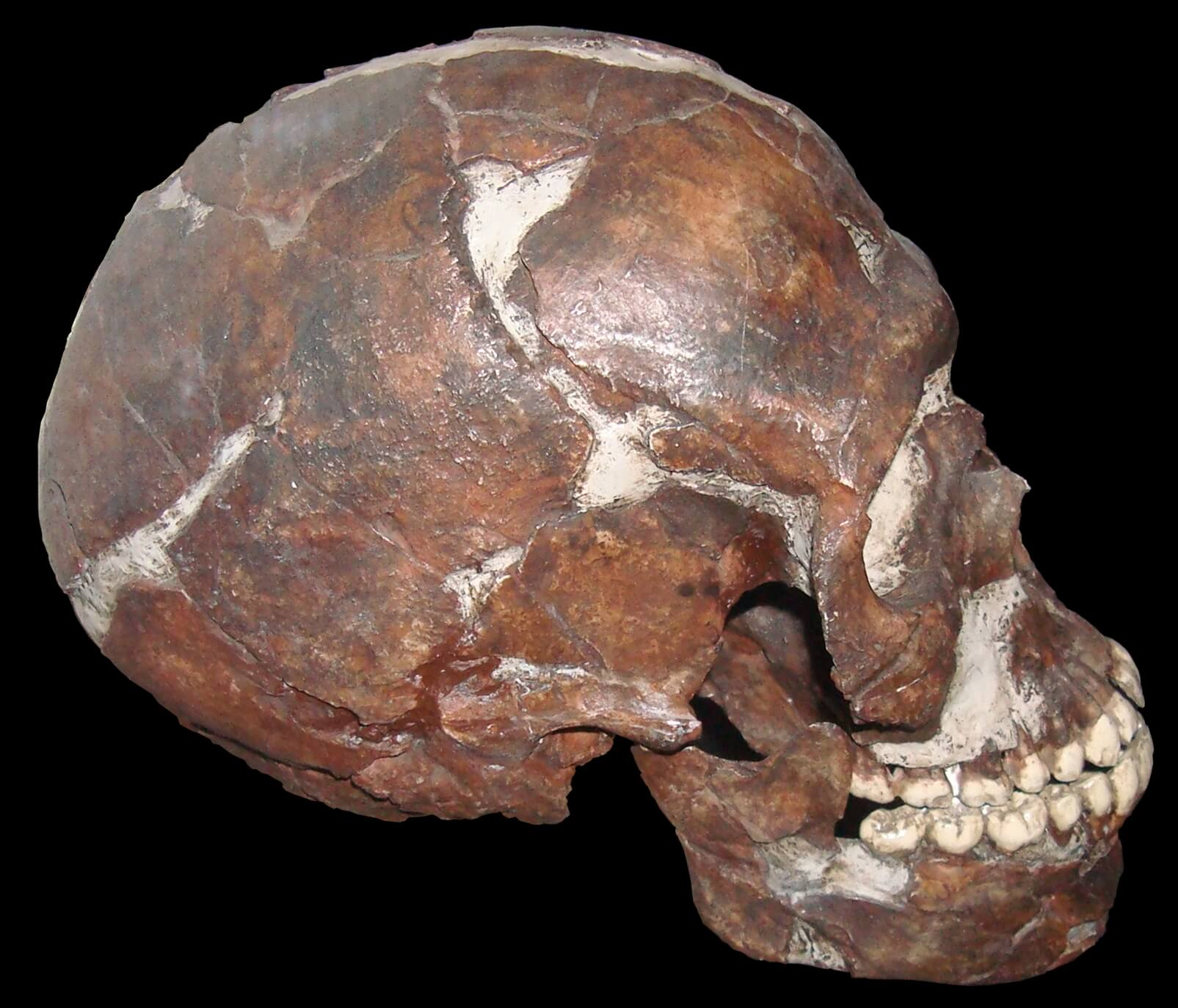
Mujer de Qafzeh (anatómicamente moderna).

Se denomina propiamente Homo sapiens o anatómicamente modernos a individuos con una apariencia similar a la del ser humano moderno. Estos humanos pueden clasificarse como «premodernos», pues en ellos no se observa todavía el conjunto de características de un cráneo moderno, casi esférico, con la bóveda alta y la frente vertical. La similitud se aprecia a nivel del esqueleto del cuerpo y cavidad craneana, pero esta similitud no es total pues el rostro aun mantiene características arcaicas como los arcos superciliares (grandes cejas) y prognatismo maxilar (proyección bucal), aunque menos desarrollados que en los neandertales.
Se considera dentro de este grupo a los restos de Florisbad en Sudáfrica (260 000 años), los de Herto en Etiopía, que corresponde a Homo sapiens idaltu (160 000 años), los de Jebel Irhoud en Marruecos (315 000 años) y los de Skhul/Qafzeh al norte de Israel (100 000 años). También se considera anatómicamente modernos a los hombres de Kibish; sin embargo, estos se enmarcan mejor dentro del hombre moderno.

### Ser humano moderno

Ascendencia mitocondrial africana.

Se considera Homo sapiens sapiens de forma indiscutible a los que poseen las características principales que definen al ser humano moderno: primero la equiparación anatómica con las poblaciones humanas actuales y luego lo que se define como «comportamiento moderno».
Actualmente, gracias a los análisis científicos, se sabe que en la genealogía de la evolución humana habría existido un antepasado común masculino y uno femenino, a los cuales se les nombró como sus símiles religiosos.
Los restos más antiguos son los de Omo I, llamados Hombres de Kibish, encontrados en Etiopía con 195 000 años, y restos en cuevas del río Klasies en Sudáfrica con 125 000 años y con indicios de una conducta más moderna.
Esta antigüedad coincide con lo estimado para la Eva mitocondrial, la cual está considerada la antecesora de todos los seres humanos actuales y de la que se cree que vivió en el África Oriental (probablemente Tanzania) hace unos 200 000 años.
Por otra parte, la línea patrilineal nos lleva hasta el Adán cromosómico, quien nos confirma un origen para el hombre moderno en el África subsahariana y se le calcula unos 140 000 años de antigüedad.

### Pigmentación
Es casi seguro que la Eva mitocondrial y el Adán cromosómico, los primeros Homo sapiens eran melanodérmicos, esto es, de tez oscura. Esto se debe a que la piel oscura es una excelente adaptación a la exposición solar alta de las zonas intertropicales del planeta Tierra; la tez oscura (por la melanina) protege de las radiaciones UV (ultravioletas) y obtiene de ellas por metabolismo un nutriente llamado folato, indispensable para el desarrollo del embrión y del feto; pero, a medida que las poblaciones humanas migraron a latitudes más allá de los 45° (tanto norte como sur) la melanina paulatinamente fue menos necesaria, más aún, en las cercanías de las latitudes de los 50° la casi total falta de este pigmento en la dermis, cabello y ojos ha sido una adaptación para captar más radiaciones U.V. —relativamente escasas en tales latitudes, salvo que se produzcan huecos de ozono—; en tales latitudes la tez muy clara posibilita una mayor metabolización de vitamina D a partir de las radiaciones UV.

### Comportamiento moderno

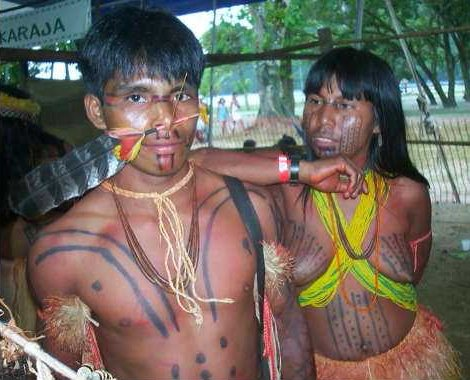
Indígenas karajá de Brasil. El uso de adornos personales es un comportamiento humano ampliamente extendido.

La aparición del comportamiento humano moderno significó el más importante cambio en la evolución de la mente humana, dando lugar a que el ingenio creativo humano le permitiese dominar su entorno paulatinamente.
Las innovaciones que fueron apareciendo consisten en una gran diversidad de herramientas de piedra, en el uso de hueso, asta y marfil, en entierros con bienes funerarios y rituales, construcción de viviendas, diseño de las fogatas, evidencia de pesca, cacería compleja, aparición del arte figurativo y el uso de adornos personales.
Las evidencias más antiguas se encuentran en África; herramientas elaboradas hace 165 000 años se encontraron en la cueva de Pinnacle Point (Sudáfrica). Restos de puntas de flechas y herramientas de hueso para pescar se encontraron en el Congo y tienen 90 000 años. Igualmente antiguos son unos símbolos sombreados con ocre rojo en costas al sur de África.

### Expansión de la humanidad

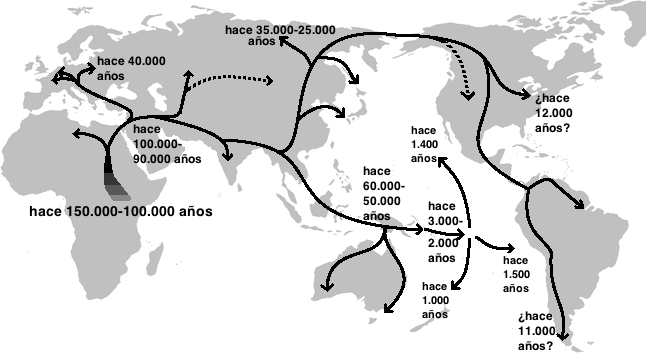
Mapa de las migraciones humanas fuera de África, versión de Naruya Saitou y Masatoshi Nei (2002) del Instituto Nacional de la Genética del Japón que coincide con la versión de Göran Burenhult (2000).

Según la teoría fuera de África, hubo una gran migración de África hacia Eurasia hace 70 000 años que produjo la paulatina dispersión por todos los continentes. Según los estudios genéticos y los descubrimientos paleontológicos, se estima que hace 60 000 años hubo una migración costera por el Sur de Asia, de pocos miles de años, que posibilitó la colonización posterior de Australia, Extremo Oriente y Europa.
En Occidente hubo un centro de expansión en Oriente Medio que está relacionado con el hombre de Cromañón y la población temprana de Europa, probable causa de la extinción del hombre de Neandertal.
Según algunos estudios genéticos, en Europa hubo tres migraciones: la primera, proveniente del Asia Central hace 40 000 años que colonizó la Europa Oriental. Una segunda oleada hace 22 000 años, proveniente del Oriente Medio, que se instaló en la Europa del sur y del oeste. El 80 % de los europeos actuales son descendientes de estas dos migraciones, que durante el transcurso del máximo glaciar de hace 20 000 años se refugiaron en la península ibérica y en los Balcanes, para volver a expandirse por el resto de Europa cuando llegó el clima favorable. La tercera migración se habría producido hace 9000 años, proveniente del Oriente Medio, durante el transcurso del Neolítico, y solo el 20 % de los europeos actuales llevan marcadores genéticos correspondientes a esos emigrantes.
Otros estudios dicen lo contrario, afirmando que en Europa el componente neolítico desde Oriente Próximo es el más importante. Lo cierto por ahora es que el acervo genético europeo prehistórico proviene mayoritariamente del Cercano Oriente, y una menor parte proviene de África, Asia Central y Siberia.
En Oriente la población es igualmente antigua. El pliegue epicántico de los párpados existente en gran parte de las poblaciones del Asia y de América, el pliegue que hace 'bridados' en su aspecto externo a los ojos, ha sido una especialización de poblaciones que durante las glaciaciones debieron pervivir en lugares con abundancia de nieve; los ojos vulgarmente llamados «rasgados» entonces fueron el modo de adaptación para que los ojos no padecieran un excesivo reflejo de la luz solar reflejada por la nieve.[cita requerida]
Sin embargo, una publicación de julio de 2019 en la revista Nature puso en tela de juicio las teorías e ideas previas acerca del momento del poblamiento de Europa por Homo sapiens desde África. El hallazgo y datación de un cráneo de Homo sapiens de 210 000 años de antigüedad en Grecia significaría un poblamiento de Europa 60 000 años más temprano que lo que se suponía.

## Cultura

### Lenguaje y semiótica
El lenguaje designa todas las comunicaciones basadas en la interpretación, incluyendo el lenguaje humano, pero la mayoría de las veces la locución se refiere a lo que los humanos utilizan para comunicarse, es decir, a los idiomas. El lenguaje es universal y es usado por naturaleza en las personas y en el resto de animales. Sin embargo, filósofos como Martin Heidegger consideran que el lenguaje propiamente tal es solo privativo del hombre. Es famosa la tesis de Heidegger según la cual el lenguaje es la casa del ser (Haus des Seins) y la morada de la esencia humana. Este criterio es similar al de Ernst Cassirer, quien ha definido a Homo sapiens como el animal simbólico por excelencia; tan es así que es casi imposible suponer un pensamiento humano sin la ayuda de los símbolos, particularmente de los significantes que subyacen como fundamentos elementales para todo pensar complejo y que transcienda a lo instintivo.
Actualmente la especie humana muestra esta faceta hablando en torno a 6000 idiomas diferentes, si bien más del 50 % de los 8000 millones de personas que actualmente conforman la colectividad humana, sabe hablar al menos uno de los siguientes: chino mandarín, español, inglés, francés, árabe, hindi, portugués, alemán, bengalí o ruso.

### Espiritualidad y trascendencia
En muchas civilizaciones los seres humanos se han visto a sí mismos como diferentes de los demás animales, y en ciertos ámbitos culturales (como las religiones del Libro o buena parte de la metafísica del Occidente) la diferencia se asigna a una entidad inmaterial llamada alma, en la que residirían la mente y la personalidad, y que algunos creen que puede existir con independencia del cuerpo. La espiritualidad del ser humano está ligada a la idea de un Dios, el cual abre el paso a muchas interpretaciones sobre la inmortalidad, el alma y sobre todo el más allá.

### Arte y cultura
Posiblemente, la manifestación más clara de humanidad es el arte —en el sentido amplio del término—, que produce la cultura. Por ejemplo, los individuos de una determinada especie de ave fabrican un nido, o emiten un canto, cuyas características son específicas, comunes a todos los individuos de esa especie. En cambio, cada hombre puede imprimir a sus acciones los rasgos propios de su individualidad; por eso, cuando se analiza un cuadro, una forma de escribir, una manera de fabricar herramientas, etc., se puede deducir quién es su autor, su artífice, su artista.[cita requerida]
En 2011, en la revista Science, se publicó un trabajo de Francesco d'Errico, de la Universidad de Burdeos, donde afirma haber encontrado uno de los rastros más antiguos de un taller de pintura, en la cueva Blombos en Cape Coast, 300 km al este de Ciudad del Cabo. Este hecho muestra un modo sistemático para obtener pigmentos, pues reunir todos los elementos necesarios para una preparación de este tipo es indicativo de un elevado nivel de pensamiento, que se puede llamar pensamiento simbólico. «La capacidad de tener estos pensamientos es considerada un gran paso en la evolución humana, precisamente lo que nos diferenció del mundo animal».
Paralelamente, también es la única especie que dedica su tiempo y energía a algo aparentemente inútil desde el punto de vista puramente práctico. El arte es una de las manifestaciones de la creatividad humana, pero una manifestación vacía y negativa desde el punto de vista de la supervivencia. Si bien esta actividad es en principio dañina, en realidad es la herramienta con la cual Homo sapiens desarrolla su cultura, unión y fuerza como pueblo.[cita requerida]

### Ciencia
La ciencia es una disciplina sistemática que construye y organiza conocimiento en forma de hipótesis y predicciones comprobables sobre el universo. La ciencia moderna se divide típicamente en dos o tres ramas principales: las ciencias naturales (por ejemplo, física, química y biología), que estudian el mundo físico; y las ciencias sociales (por ejemplo, economía, psicología y sociología), que estudian a los individuos y las sociedades. Las ciencias formales (por ejemplo, lógica, matemáticas y ciencia computacional teórica), que estudian sistemas formales regidos por axiomas y reglas, a veces también se describen como ciencias; sin embargo, a menudo se consideran un campo separado porque dependen del razonamiento deductivo en lugar del método científico o de la evidencia empírica como su principal metodología. Las ciencias aplicadas son disciplinas que utilizan el conocimiento científico con fines prácticos, como la ingeniería y la medicina.
La historia de la ciencia abarca la mayoría del registro histórico, siendo los primeros precursores identificables de la ciencia moderna datados en la Edad de Bronce en Egipto y Mesopotamia (aproximadamente 3000–1200 a. C.). Sus contribuciones a las matemáticas, la astronomía y la medicina entraron y moldearon la filosofía natural griega de la antigüedad clásica, mediante la cual se intentaron proporcionar explicaciones de los eventos en el mundo físico basadas en causas naturales. La investigación científica decayó en estas regiones después de la caída del Imperio romano de Occidente durante la Alta Edad Media (400–1000 d. C.), pero en los renacimientos medievales (Renacimiento carolingio, Renacimiento otoniano y el Renacimiento del siglo XII) la erudición floreció nuevamente. Algunos manuscritos griegos perdidos en Europa Occidental fueron preservados y ampliados en el Medio Oriente durante la Edad de Oro del islam, junto con los esfuerzos posteriores de los eruditos griegos bizantinos, quienes llevaron manuscritos griegos desde el moribundo Imperio Bizantino a Europa Occidental al comienzo del Renacimiento.
La recuperación y asimilación de obras griegas e investigaciones islámicas en Europa Occidental desde los siglos X al XIII revivió la filosofía natural, que luego fue transformada por la Revolución Científica que comenzó en el siglo XVI cuando nuevas ideas y descubrimientos se apartaron de las concepciones y tradiciones griegas anteriores. El método científico pronto desempeñó un papel más importante en la creación del conocimiento y no fue hasta el siglo XIX cuando muchas de las características institucionales y profesionales de la ciencia comenzaron a tomar forma, junto con el cambio de "filosofía natural" a "ciencias naturales".

## Sociedad
Una sociedad humana es aquella que se considera a sí misma, a los habitantes y a su entorno, todo ello interrelacionado con un proyecto común, que les da una identidad de pertenencia. Asimismo, el término connota un grupo con lazos económicos, ideológicos y políticos. Tal sociedad supera al concepto de nación-estado, planteando a la sociedad occidental como una sociedad de naciones, organizaciones nacionales, etc.[cita requerida]

### Hábitat

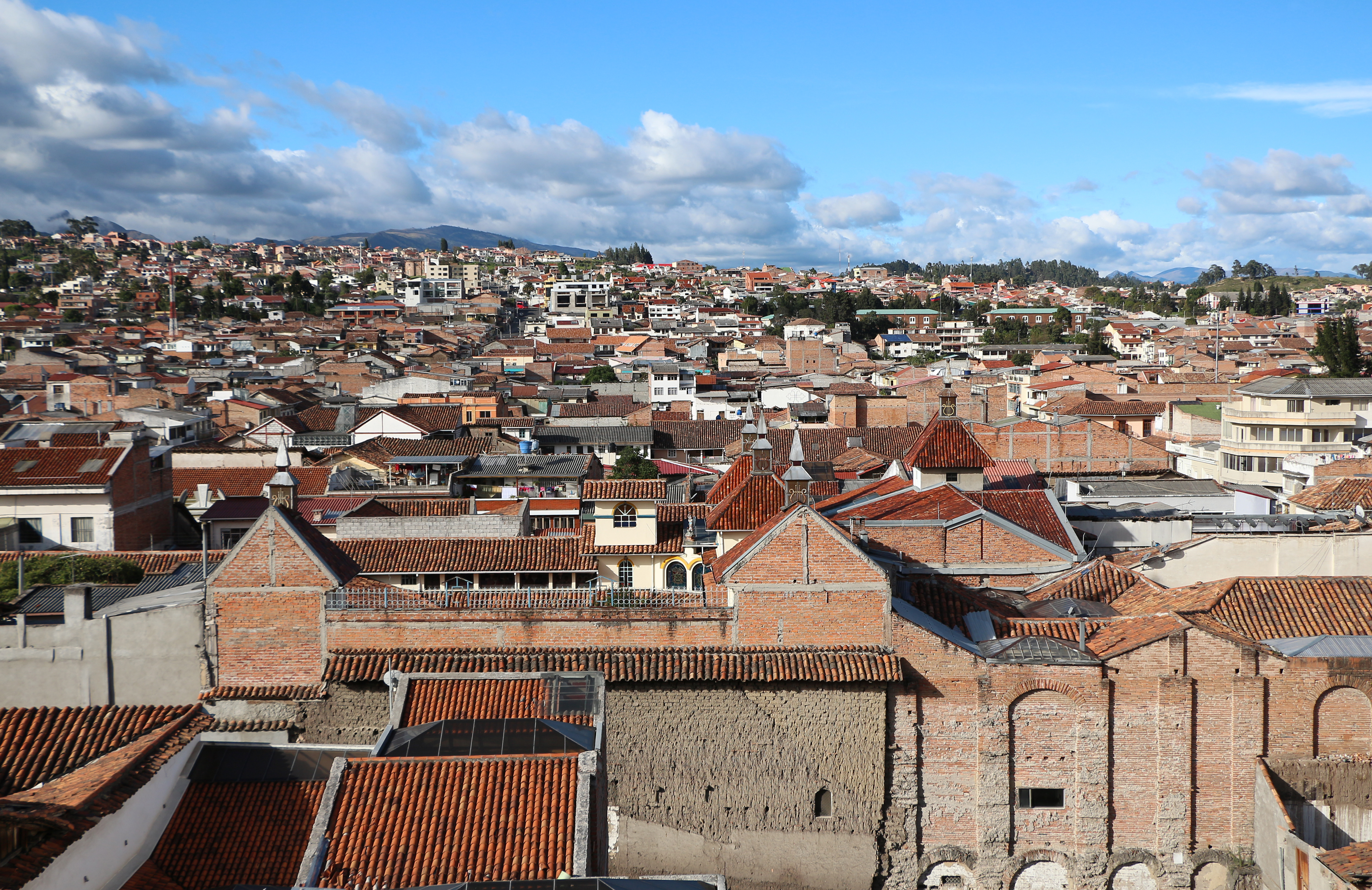
Cuenca. El ser humano es capaz de modificar enteramente su entorno para adaptarlo a sus necesidades.

En relación con la capacidad para realizar grandes modificaciones ambientales, cabe decir que Homo sapiens es actualmente un poderoso agente geomorfológico; es en este y otros sentidos que el ser humano es actualmente el mayor superpredador y la especie más poderosa del planeta. Sin embargo, sigue siendo frágil ante posibles acontecimientos cataclísmicos que pudieran afectar a su hábitat, como las glaciaciones.
Homo sapiens, por ser un animal muy vulnerable en el medio natural, es muy dependiente de la tecnología (ergo: es dependiente de la ciencia por primitiva que esta sea), así es que se dice de Homo sapiens que es homo faber.
Quizás, dado que todo sistema retroalimentado de forma natural llega a su fin, el fin de un ecosistema llega cuando la vida ha logrado evolucionar hasta lograr seres con un grado de consciencia capaz de programarse en función de la educación recibida y no según lo termodinámicamente sostenible.[cita requerida] La educación es, por tanto, la demostración evidente de si somos parte de un sistema aun mayor o intentamos independizarnos de todo, estableciendo nuestras formas de obtener nuestros recursos, sin tener en cuenta los ya establecidos por la propia naturaleza.
Por ejemplo, la naturaleza le dota de capacidades físicas para buscar alimentos en el medio que les rodea de una manera termodinámicamente eficaz. Los humanos establecen que lo mejor es racionalizar los medios que la naturaleza les da y replicarlos de forma industrial, aplicando procesos que no se dan de forma natural, aumentando el consumo energético por redundar algo que ya existe y ampliándolo a algo totalmente termodinámicamente innecesario, como es el hecho de que se le entregue alimento en casa, de intervenir los códigos genéticos de las especies alimentarias para hacerlas resistentes a enfermedades, de influir en qué alimentos contendrán semillas y cuáles no y un largo etcétera, que a día de hoy nos hace la vida más cómoda, pero que ignoran cómo les afectan esos cambios en su estructura genética y, por lo tanto, si su descendencia portará características fundamentales para sobrevivir a un medio natural o, por el contrario, nacerán y dependerán tan íntimamente del medio artificial que cualquier modificación a ese medio le incapacite de tal manera que provoque su extinción.[cita requerida]